# نیکلا ماریه
نیکلا ماریه (فرانسوی: Nicolas Marié‎؛ زادهٔ ۲۲ فوریهٔ ۱۹۵۴) بازیگر، صداپیشه و نویسنده اهل فرانسه است.
از فیلم‌ها یا برنامه‌های تلویزیونی که وی در آن نقش داشته است، می‌توان به ۹۹ فرانک، کامیون حمل پول، کافه دو فلور، کلاف سردرگم، کمیسر لسکو و بای بای کله‌پوک‌ها اشاره کرد.
وی همچنین برندهٔ جوایزی همچون جایزه سزار بهترین بازیگر نقش مکمل مرد شده است.